# Cantonul Durban-Corbières
Cantonul Durban-Corbières este un canton din arondismentul Narbonne, departamentul Aude, regiunea Languedoc-Roussillon, Franța.

## Comune
- Albas
- Cascastel-des-Corbières
- Coustouge
- Durban-Corbières (reședință)
- Embres-et-Castelmaure
- Fontjoncouse
- Fraissé-des-Corbières
- Jonquières
- Quintillan
- Saint-Jean-de-Barrou
- Saint-Laurent-de-la-Cabrerisse
- Thézan-des-Corbières
- Villeneuve-les-Corbières
- Villesèque-des-Corbières